# Romhányi Ágnes
Romhányi Ágnes (Budapest, 1953. május 29. –)  magyar műfordító, szövegíró, dramaturg, egyetemi tanár. Édesapja, Romhányi József (1921–1983) költő volt. Férje, Rigó Béla (1942–2017) költő, író.

## Életpályája
1971–1976 között az ELTE BTK magyar-olasz szakos hallgatója volt. 1979-től a Liszt Ferenc Zeneművészeti Főiskola tanára. 1980–1997 között a Magyar Televíziónál dramaturgként működött. 1991 óta a Magyar Állami Operaház dramaturgja.

## Színházi munkái

### Műfordítóként
- Gennaro: La serva padrona (1976)
- Carlo Goldoni: Két úr szolgája (1980)
- Offenbach–Moinaux: A két vak (1985-1986)
- Offenbach: Pitzelberger úr szalonja (1985)
- Scribe: Alkalom szüli a tolvajt (1986)
- Hammerstein: Carousel (1986)
- Fo–Rame: Nyitott házasság (1989, 1998)
- Bender: Banditacsíny (1991)
- Crémieux–Halévy: Orfeusz az alvilágban (1992)
- Rice: Chess (Sakk) (1993, 1995, 2010)
- Haffner–Genée: A denevér (1992, 2002)
- Beaumarchais: Figaro házassága (1996, 2004)
- Nicolaj: Hamlet pikáns szószban (1997)
- Csehov: Három nővér (2000)
- Scribe: Szerelmi bájital (2000)
- William Shakespeare: Macbeth (2002)
- Da Ponte: Don Gioavanni (2003)
- Murger: Bohémélet (2004)
- Merimée: Carmen (2012)

### Dalszövegíróként
- Fiastri-Camfora: Szerelmeim (1989)

## Librettói
- Madarász Iván: Lót
- Darvas Ferenc: Szerelem a palackban
- Soproni József: Aranylövés

## Egyéb műfordításai
- Strauss: A denevér
- Verdi: A trubadúr
- Verdi: Aida
- Puccini: Bohémélet
- Janacek: Jenufa
- Verdi: Otello
- Verdi: Rigoletto
- Mozart: Szöktetés a szerájból
- Puccini: Tosca
- Puccini: Turandot
- Tolcsvay: Mária evangéliuma
- Fekete Gy.: Római láz

## Művei
- A beteg hangya (2006)
- Kisvakond ábécéje (2009)
- A kisvakond és az egér karácsonya (2012)
- A vidám Pöfivonat (2013)
- Teri és Feri. Álomfejtő gyerekversek; Ulpius-ház, Bp., 2013
- Babászat; Ulpius-ház, Bp., 2014
- Lepkefarsang; Ulpius-ház, Bp., 2014

## Díjai
- Nádasdy Kálmán-díj (2003)